# Coma diabético
El coma diabético es una serie de trastornos que aparecen en pacientes diabéticos, que son considerados una urgencia médica por poner en peligro la vida del paciente. En ellos, la persona con diabetes sufre una alteración de la conciencia debido a que el nivel de glucosa en su sangre (glucemia) es mayor a 170 o menor a 50 (muy elevado o muy bajo). 
En los casos que el nivel de glucosa sanguínea es muy bajo (menos de 70 mg/dL), se denominan hipoglucemia, siendo los más graves de las complicaciones agudas de la diabetes. Si por el contrario, el nivel de glucosa sanguínea es elevado, se denomina hiperglucemia, y puede ser provocado por una cetoacidosis diabética o un estado hiperglucémico hiperosmolar no cetósico. 
Todos los pacientes con diabetes pueden sufrir cualquiera de estas complicaciones, sin embargo aquellos con diabetes mellitus tipo 1 sufren con mayor frecuencia de cetoacidosis; aquellos que están en tratamiento con insulina o sufren de insuficiencia renal son susceptibles a sufrir hipoglucemia; y el coma hiperosmolar suele verse en adultos mayores.

## Primeros auxilios

### En caso de coma con hiperglucemia (coma cetoacidótico o coma hiperosmolar)
El paciente tiene un nivel de azúcar en sangre demasiado alto (con cetoacidosis o no). Estando inconsciente, ya no podrá tomar medicamentos orales; llamar a los servicios médicos de emergencia (hay una lista internacional de números de teléfonos de emergencia aquí).
Los profesionales que atiendan al paciente le inyectarían insulina por vía intravenosa o subcutánea. Adicionalmente, el paciente sería hidratado con fluidos (sodio, potasio) también por vía intravenosa. Las inyecciones permiten tratar con cierta facilidad a los pacientes ya inconscientes. Otros tratamientos son posibles, especialmente si hay algún otro problema implicado en la hiperglucemia.

### En caso de coma por hipoglucemia
El paciente tiene un nivel de azúcar en sangre demasiado bajo. Estando inconsciente, no alimentarlo, llamar a los servicios médicos de emergencia (hay una lista internacional de números de teléfonos de emergencia aquí).
Existen medicamentos con glucagón (normalmente inyectables, aunque también los hay de otro tipo) que sirven para elevar indirectamente el nivel de azúcar en sangre. Además, existen otras inyecciones que aumentan muy directamente ese nivel (por ejemplo: introduciendo dextrosa en el organismo). Las inyecciones permiten tratar con cierta facilidad a pacientes poco conscientes, y a los ya inconscientes.

## Evolución de la hiperglucemia: cetoacidosis y estado hiperglucémico hiperosmolar
En ambos trastornos el coma es precedido por un período de síntomas premonitorios que puede durar de algunas horas hasta varios días. La persona inicialmente pierde el apetito (síntoma poco habitual en los diabéticos), sufre nerviosismo, dolor de cabeza, debilidad o apatía que aumenta de forma progresiva, presentando en casos más severos sueño excesivo, desorientación y coma. También son frecuentes al inicio la sed intensa, micciones frecuentes, y dolor abdominal, que llega incluso a confundirse con peritonitis o apendicitis. Los signos que se observan son principalmente de deshidratación: lengua y boca secas, ojos hundidos, pulso acelerado, respiración rápida, micciones frecuentes, y una pérdida de peso visible.
La evolución del coma en la hiperglucemia es habitualmente más lenta que en la hipoglucemia. Sin embargo, no deja de considerarse una urgencia, ya que suele acompañarse de alteraciones como deshidratación, acidosis, infecciones, sepsis o choque, las cuales pueden volver impredecible y fatal a su evolución.

## Evolución de la hipoglucemia
En este caso, los síntomas se desarrollan en cuestión de horas o minutos, progresando desde manifestaciones leves como dolor de cabeza, sensación de ansiedad, debilidad, hambre intensa, nerviosismo o irritabilidad, hasta mareos, náuseas, vómito, sensaciones anormales, lenguaje confuso y desorientación, culminando con la pérdida de la conciencia. Asimismo, se pueden observar algunos signos como palidez, temblores, palpitaciones y sudoración "fría". 
En caso de que la persona que padezca una hipoglucemia haya perdido la consciencia, al no podérsele suministrar glucosa por vía oral, se requerirá inyectarle una dosis de glucagón urgentemente, para que los niveles de glucosa en sangre vuelvan a la normalidad y el paciente recupere la consciencia. 
Se puede sospechar de hipoglucemia cuando la persona está en tratamiento con insulina, ha pasado mucho tiempo sin comer, ha realizado actividades físicas poco habituales o sufre alguna otra enfermedad; sin embargo, la única forma de confirmar el descenso de la glucosa sanguínea es a través de una prueba o test de glucosa en sangre, que requiere de una máquina especial, por lo que en caso de sospecharse la hipoglucemia, se debe acudir a asistencia médica urgente. 
La urgencia de la atención se debe a la rapidez con que progresa la hipoglucemia, que afecta principalmente al sistema nervioso, llevando al paciente al coma o incluso la muerte en algunos casos.

## Recomendaciones
- Todo diabético debe traer consigo siempre, una placa o una tarjeta que lo identifique como tal. Esta medida, será de mucha ayuda en caso de una complicación diabética.
- Cumpla de forma cuidadosa con la dosis y horario de los medicamentos, ya sean hipoglucemiantes orales o insulina.
- Cuide sus hábitos de alimentación y actividad física. Muchos episodios de coma diabético pueden ser prevenidos así.
- Informe a sus familiares, compañeros de trabajo y amistades acerca de su enfermedad y qué hacer en caso de urgencia.
- Atiéndase de forma oportuna. Infecciones banales o leves en personas normales pueden desencadenar complicaciones en personas que sufren diabetes.
- Controlar su IMC (índice de masa corporal)